# Al-Ahly SC El Caire
|  | Aquest article tracta sobre el club de futbol egipci. Vegeu-ne altres significats a «Al-Ahly». |

L'Al-Ahly SC El Caire (àrab: النادي الأهلي المصري, an-Nādī al-Ahlī al-Miṣrī o النادي الأهلي للرياضة البدنية, an-Nādī al-Ahlī li-r-Riyāḍa al-Badaniyya, ‘Club Nacional Egipci’ o ‘Club Nacional per l'Esport Corporal') és un club egipci de futbol de la ciutat del Caire.

## Història

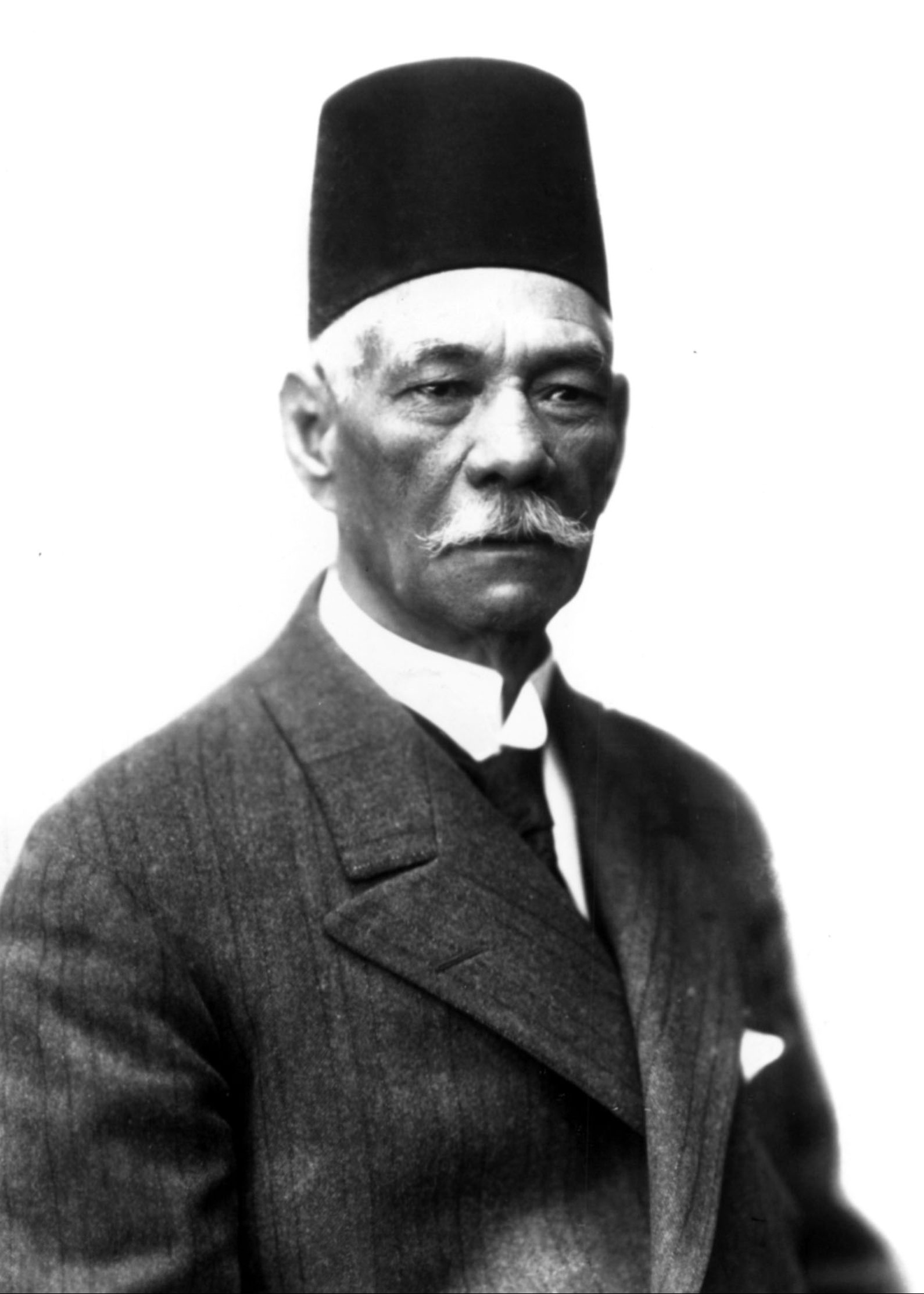
Saad Zaghloul, el primer president honorari d'Al Ahly.

L'Al-Ahly es fundà el 24 d'abril de 1907 per l'anglès Mitchell Ince. És un dels clubs africans més destacats. El seu brillant palmarès compta amb més de trenta títols de lliga i de copa egipcis. A nivell continental ha guanyat cinc Lligues de Campions, quatre recopes africanes, tres supercopes i una copa afro-asiàtica (fins al 2008). L'any 2000 fou escollit per la CAF el club africà del Segle XX. El seu gran rival local és l'El Zamalek.

## Colors

Bandera d'Egipte (1805–1922).

Els colors del club deriven de la bandera d'Egipte d'inicis del segle xx. Els colors foren adoptats cap al 1911, quan usà una samarreta de ratlles verticals vermelles i blanques. Posteriorment fou canviada per una a meitats blanca i vermella, i finalment adoptà la completament vermella.

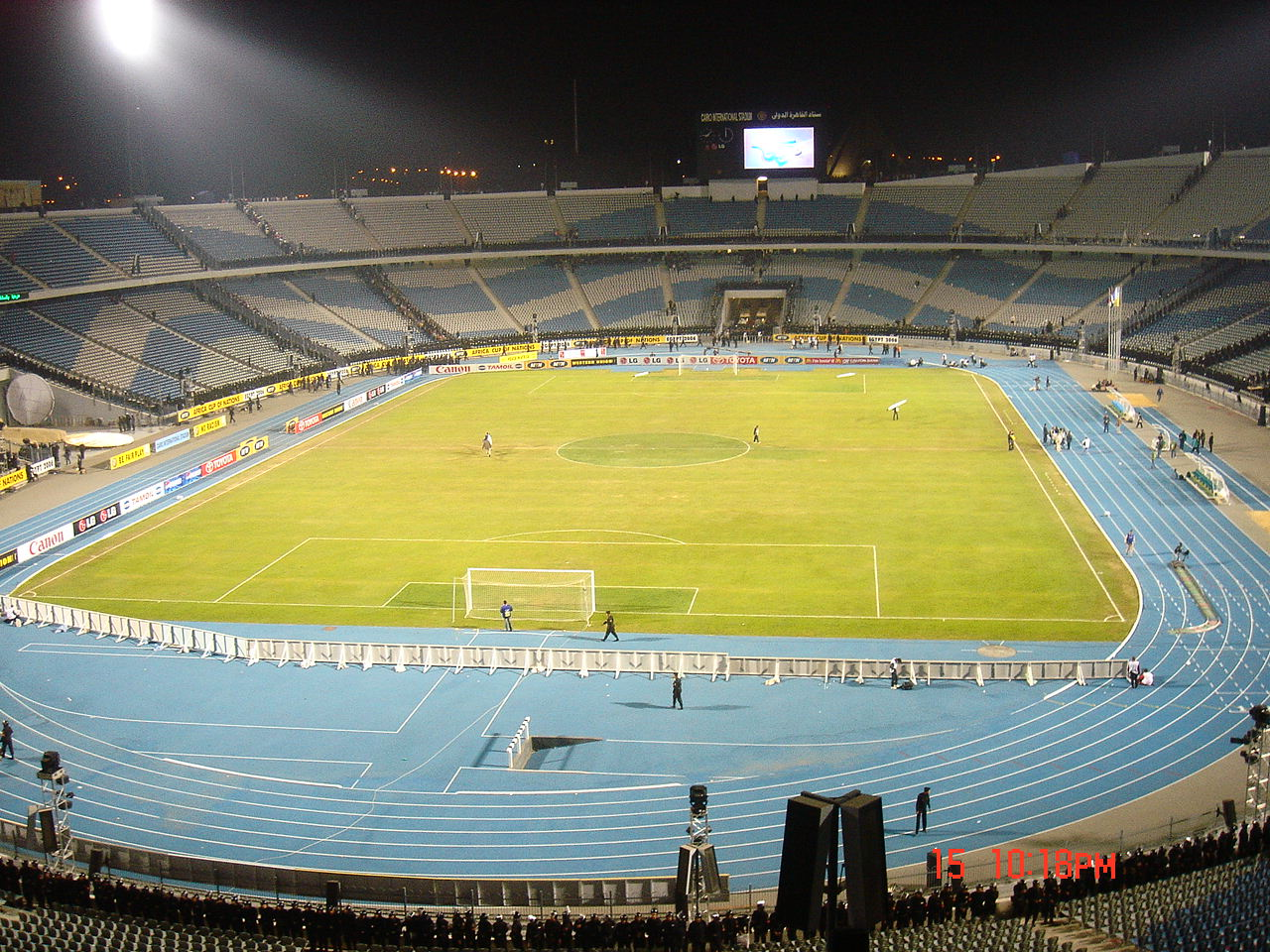
Estadi Internacional del Caire

## Estadis
- Estadi Internacional del Caire
  - Capacitat: 74.100 espectadors
  - Lloc: Nasr City, Caire
  - Inauguració: 1960
- Estadi Mukhtar Al-Tetsh 
  - Capacitat: 8.000 espectadors
  - Lloc: El-Gezira, Caire
  - Inauguració: 1909

És l'estadi d'entrenament de l'Al-Ahly.

## Palmarès

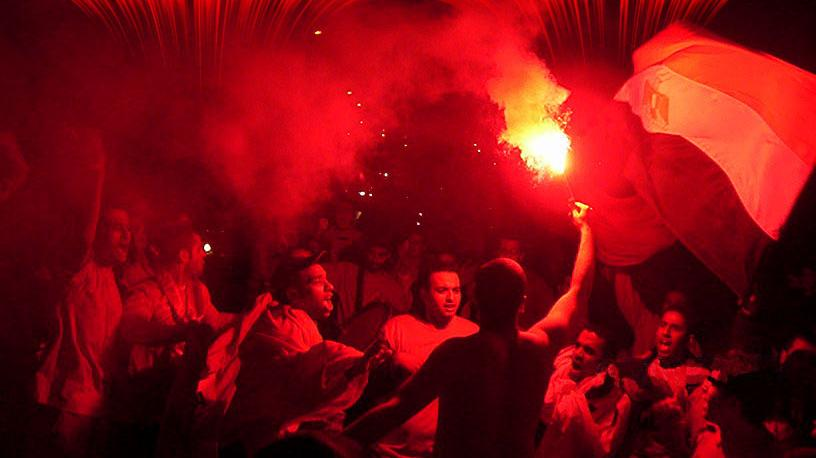
Els seguidors celebren la lliga de campions 2005.

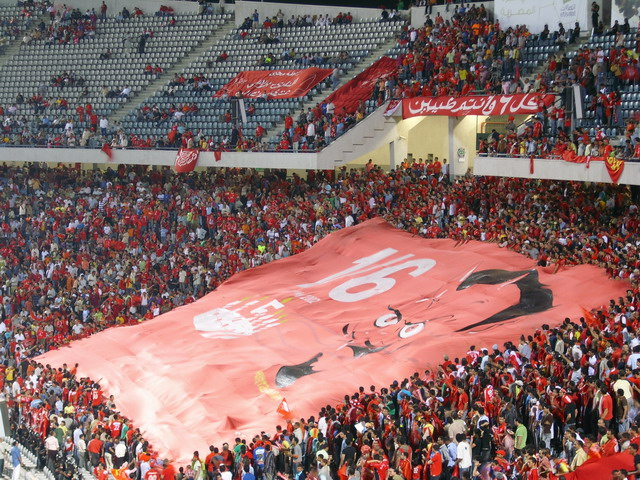
Graderia amb seguidors.

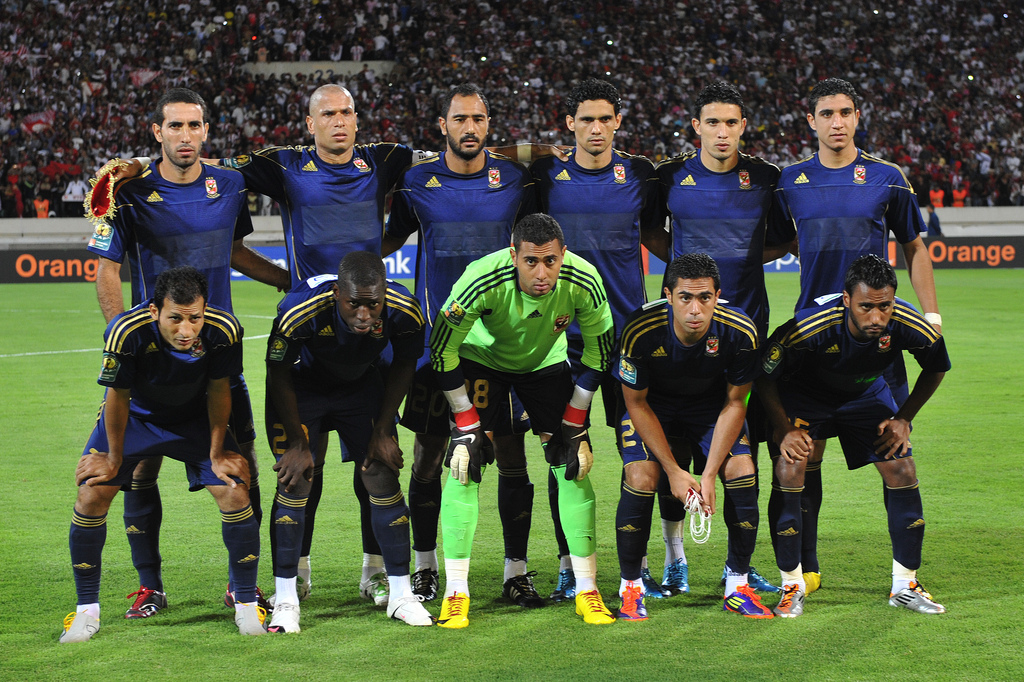
Al Ahly el 2011.

### Internacional
- Copa Àfrica-Àsia-Pacífic
  - 2024
- Lliga de Campions de la CAF
  - 1982, 1987, 2001, 2005, 2006, 2008, 2012, 2013, 2019-20, 2020-21, 2022-23, 2023-24
- Recopa africana de futbol
  - 1984, 1985, 1986, 1993
- Supercopa africana de futbol
  - 2002, 2006, 2007, 2009, 2013, 2014, 2021 (maig), 2021 (desembre)
- Copa afro-asiàtica de futbol
  - 1988
- Copa aràbiga de futbol
  - 1996
- Recopa aràbiga de futbol
  - 1994
- Supercopa aràbiga de futbol
  - 1997, 1998

### Domèstic
- Lliga egípcia de futbol[1]
  - 1948–49, 1949–50, 1950-51, 1952–53, 1953–54, 1955–56, 1956–57, 1957–58, 1958–59, 1960–61, 1961–62, 1974–75, 1975–76, 1976–77, 1978-79, 1979–80, 1980–81, 1981–82, 1984–85, 1985–86, 1986–87, 1988–89, 1993–94, 1994–95, 1995–96, 1996–97, 1997–98, 1998–99, 1999–2000, 2004–05, 2005–06, 2006–07, 2007–08, 2008–09, 2009–10, 2010–11, 2013–14, 2015–16, 2016–17, 2017–18, 2018–19, 2019–20, 2022–23, 2023–24, 2024–25
- Copa egípcia de futbol[2]
  - 1923–24, 1924–25, 1926–27, 1927–28, 1929–30, 1930–31, 1936–37, 1939–40, 1941–42, 1942–43*, 1944–45, 1945–46, 1946–47, 1948–49, 1949–50, 1950-51, 1952–53, 1955–56, 1957–58*, 1960–61, 1965–66, 1977–78, 1980–81, 1982–83, 1983–84, 1984–85, 1988–89, 1990–91, 1991–92, 1992–93, 1995–96, 2000–01, 2002–03, 2005–06, 2006–07, 2016–17, 2019–20, 2021–22, 2022–23 (* compartit)
- Supercopa egípcia de futbol
  - 2003, 2005, 2006, 2007, 2008, 2010, 2011, 2014, 2015, 2018, 2019, 2021, 2022, 2023, 2024
- Copa Sultan Hussein
  - 1922-23, 1924-25, 1925-26, 1926-27, 1928-29, 1930-31, 1937-38
- Lliga del Caire de futbol
  - 1924–25, 1926–27, 1927–28, 1928–29, 1930–31, 1934–35, 1935–36, 1936–37, 1937–38, 1938–39, 1941–42, 1942–43, 1945–46, 1947–48, 1949–50, 1953–54, 1957–58
- Copa de la República Àrab Unida[3]
  - 1960
- Copa El-Ittihad el tanshiteya 
  - 1989